# Charlie Joiner
Charles Joiner Jr. (Many, Luisiana, 14 de octubre de 1947), más conocido como Charlie Joiner, es un exjugador profesional estadounidense de fútbol americano que se desempeñó en la posición de wide receiver en la National Football League (NFL). Es miembro del Salón de la Fama del Fútbol Americano Profesional.

## Carrera
Joiner jugó como profesional cuatro temporadas en Houston Oilers (1969-1972), después pasó a Cincinnati Bengals (1972-1975), luego a San Diego Chargers, donde jugó once temporadas (1976-1986), y fue el equipo en el que se retiró.

## Reconocimiento
El 27 de julio de 1996, ingresó como miembro al Salón de la Fama del Fútbol Americano Profesional.